# Sac City
Sac City is een plaats (city) in de Amerikaanse staat Iowa, en valt bestuurlijk gezien onder Sac County.

## Demografie
Bij de volkstelling in 2000 werd het aantal inwoners vastgesteld op 2368. In 2006 is het aantal inwoners door het United States Census Bureau geschat op 2189, een daling van 179 (-7,6%).

## Geografie
Volgens het United States Census Bureau beslaat de plaats een oppervlakte van 12,7 km², geheel bestaande uit land.

## Plaatsen in de nabije omgeving
De onderstaande figuur toont nabijgelegen plaatsen in een straal van 20 km rond Sac City.